# Lepthyphantes aldersoni
Lepthyphantes aldersoni är en spindelart som beskrevs av Levi 1955. Lepthyphantes aldersoni ingår i släktet Lepthyphantes och familjen täckvävarspindlar. Inga underarter finns listade i Catalogue of Life.